# Wusterhausen/Dosse
Wusterhausen/Dosse è un comune di 5 792 abitanti del Brandeburgo, in Germania, appartenente al circondario dell'Ostprignitz-Ruppin.

## Geografia fisica
È attraversato dal fiume Dosse.

## Società

### Evoluzione demografica
- Sviluppo della popolazione dal 1875 entro gli attuali confini (Linea Blu: Popolazione; Linea puntata: Confronto dello sviluppo della popolazione dello Stato del Brandenburgo; Sfondo grigio: Ai tempi del governo nazista; Sfondo rosso: Al tempo del governo comunista)
- Sviluppo recente della popolazione (Linea blu) e previsioni

| Anno | Abitanti |
| ---- | -------- |
| 1875 | 8 144    |
| 1890 | 8 151    |
| 1910 | 7 673    |
| 1925 | 7 912    |
| 1939 | 7 619    |
| 1950 | 11 550   |
| 1964 | 8 590    |

| Anno | Abitanti |
| ---- | -------- |
| 1971 | 8 338    |
| 1981 | 7 561    |
| 1985 | 7 447    |
| 1990 | 7 266    |
| 1995 | 7 097    |
| 2000 | 6 857    |
| 2005 | 6 584    |

| Anno | Abitanti |
| ---- | -------- |
| 2010 | 6 227    |
| 2015 | 6 013    |
| 2016 | 5 955    |
| 2017 | 5 885    |
| 2018 | 5 807    |
| 2019 | 5 761    |
| 2020 | 5 755    |

Fonti dei dati sono nel dettaglio nelle Wikimedia Commons..

## Geografia antropica

### Suddivisioni amministrative
Il territorio comunale è suddiviso nelle frazioni (Ortsteil) di Bantikow, Barsikow, Blankenberg, Brunn, Bückwitz, Dessow, Emilienhof, Ganzer, Gartow, Kantow, Läsikow, Lögow, Metzelthin, Nackel, Schönberg, Sechzehneichen, Segeletz, Tornow, Tramnitz, Trieplatz, Wulkow e Stadt Wusterhausen/Dosse.

## Amministrazione

### Gemellaggi
- Edewecht
- Montfermeil